# Yeom Hye-ran
Yeom Hye-ran (en hangul, 염혜란; RR: Yeom Hye-ran) es una actriz de televisión, teatro y cine surcoreana.

## Biografía
Estudió en el departamento de lengua y literatura coreanas de la Universidad de Mujeres de Seúl (서울여자대학교 (서울여대).
Está casada, la pareja tiene una hija nacida en 2012.

## Carrera
Es miembro de la agencia Ace Factory (염혜란). Previamente fue miembro de la agencia Signal Entertainment.
En mayo de 2016 se unió al elenco recurrente de la serie Dear My Friends, donde interpretó a Kim Soon-young, la primera hija de Moon Jeong-ah (Na Moon-hee) y Kim Seok-gyun (Shin Goo).
En diciembre del mismo año se unió al elenco recurrente de la serie Goblin (también conocida como Guardian: The Lonely and Great God), donde dio vida a Ji Yun-sook, la tía de Ji Eun-tak (Kim Go-eun).
En julio de 2018 se unió al elenco recurrente de la serie Life, donde interpretó a Kang Kyung-ah, la jefa del equipo general del Hospital Universitario Sangkook.
En septiembre de 2019 se unió al elenco de la serie When the Camellia Blooms, donde dio vida a Hong Ja-young, una inteligente abogada de divorcios y la esposa de No Gyu-tae (Oh Jung-se), quien a menudo le habla mal a su marido debido a su incompetencia.
El 28 de noviembre de 2020 se unió al elenco principal de la serie The Uncanny Counter (también conocida como Amazing Rumor), donde interpreta a Choo Mae-ok, una curadora del grupo de cazadores de demonios malignos conocidos como «Contadores», hasta ahora.
El 10 de febrero de 2021 apareció en la película New Year Blues, donde dio vida a Yong-mi, la ansiosa y devota hermana mayor de Yong-chan (Lee Dong-hwi).
En 2022 se unió al elenco de la serie La chica enmascarada, donde interpretará a Kim Kyung-ja, es la madre de Joo Oh-nam, quien después de la desaparición de su hijo comienza a buscarlo.

## Filmografía

### Series de televisión
| Año     | Título                              | Personaje               | Notas                       | Ref.          |
| ------- | ----------------------------------- | ----------------------- | --------------------------- | ------------- |
| 2014    | Love Cells                          | Casera de Ma Dae-chung  | Serie web                   |               |
| 2016    | Local Hero                          | Esposa de Park Sun-hoo  |                             |               |
| 2016    | Dear My Friends                     | Kim Soon-young          |                             |               |
| 2016    | The K2                              | Mucama de Ko An-na      |                             |               |
| 2016-17 | Goblin                              | Ji Yeon-sook            |                             |               |
| 2017    | Queen for Seven Days                | Nana de Shin Chae-kyung |                             |               |
| 2017    | Live Up to Your Name                | Dueña del Restaurante   | Aparición especial, ep. 4   |               |
| 2017    | Prison Playbook                     | Madre de Yoo Han-yang   | 5 episodios                 |               |
| 2017    | Assistant Manager B and Love Letter | -                       |                             |               |
| 2017    | The Most Beautiful Goodbye          | Shin Yang-soon          |                             |               |
| 2018    | Live                                | Madre de Yeom Sang-soo  |                             |               |
| 2018    | Lawless Lawyer                      | Nam Soon-ja             |                             | [ 9 ]         |
| 2018    | Life                                | Kang Kyung-ah           |                             | [ 10 ]        |
| 2018    | My Fellow Citizens!                 | Sun-hee                 | Ep. 11                      |               |
| 2019    | When the Camellia Blooms            | Hong Ja-young           |                             |               |
| 2019    | Ogre                                | Seon-nyeo (No. 303)     | Drama Stage, temp. 3        |               |
| 2019    | Chocolate                           | Enfra. Ha Young-shil    |                             |               |
| 2020    | Pasillos de hospital                | Madre de Min-young      | Aparición especial, ep. 1   |               |
| 2020    | SF8                                 | Choi Jung-gil           | Parte The Prayer            | [ 11 ] [ 12 ] |
| 2020    | Mystic Pop-Up Bar                   | Yeomra-Daewang          |                             |               |
| 2020-21 | The Uncanny Counter                 | Choo Mae-ok             | 16 episodios                | [ 13 ] [ 14 ] |
| 2021    | The Devil Judge                     | -                       | Aparición especial          |               |
| 2022    | Tribunal de menores                 | Oh Seon-ja              | Aparición especial, ep. 4-5 |               |
| 2022    | Alquimia de almas                   |                         |                             | [ 15 ]        |
| 2022    | When the Day Breaks                 | -                       | Producción suspendida       | [ 16 ]        |
| 2022    | La gloria                           | Kang Hyun-nam           |                             | [ 17 ]        |
| 2022    | La chica enmascarada                | Kim Kyung-ja            | Serie web                   | [ 18 ]        |
| 2025    | Si la vida te da mandarinas...      | Jeon Kwang-rye          | Serie web                   | [ 19 ]        |
| 2025    | Law and the City                    | Kim Hyeong-min          |                             | [ 20 ] [ 21 ] |

### Películas
| Año  | Título                      | Personaje                       | Notas                                                                                          | Ref.                 |
| ---- | --------------------------- | ------------------------------- | ---------------------------------------------------------------------------------------------- | -------------------- |
| 2003 | Memories of Murder          | Madre de So-hyeon               | junto a Song Kang-ho, Kim Sang-kyung, Kim Roe-ha, Park Hae-il y Song Jae-ho                    |                      |
| 2004 | Fighter in the Wind         | Mujer en el Círco               | junto a Yang Dong-geun, Masaya Kato, Aya Hirayama, Jung Tae-woo, Jung Doo-hong y Kim Sung-oh   |                      |
| 2006 | Gang Jeok (Les Formidables) | Maestra Gong                    |                                                                                                |                      |
| 2006 | Holiday                     | -                               |                                                                                                |                      |
| 2007 | Our Town                    | Vendedora de Pastel de Arroz    |                                                                                                |                      |
| 2007 | Secret Sunshine             | Miembro de la Familia           | junto a Jeon Do-yeon, Song Kang Ho, Jo Young-jin, Kim Young-jae y Kim Mi-kyung                 |                      |
| 2008 | Open City                   | Mujer con la Bolsa de Basura    |                                                                                                |                      |
| 2010 | 71: Into the Fire           | Enfermera                       | junto a Cha Seung-won, Kwon Sang-woo, Kim Seung-woo, Kim Hye Sung y T.O.P                      |                      |
| 2011 | Always                      | Peluquera                       |                                                                                                |                      |
| 2012 | All About My Wife           | -                               |                                                                                                |                      |
| 2014 | Sea Fog                     | Esposa del Pescador             | junto a Kim Yoon-seok, Park Yoochun, Lee Hee-joon, Moon Sung-keun, Kim Sung-ho y Yoo Seung-mok |                      |
| 2015 | The Magician                | Niñera                          |                                                                                                |                      |
| 2015 | Salut d'Amour               | Lechera                         | junto a Park Geun-hyung, Youn Yuh-jung, Cho Jin-woong y Han Ji-min                             | [ 22 ]               |
| 2017 | I Can Speak                 | Jin Joo-daek                    | junto a Na Moon-hee, Lee Je-hoon, Lee Sang-hee, Son Sook y Park Chul-min                       |                      |
| 2017 | Man of Will                 | Visitante                       |                                                                                                |                      |
| 2018 | Golden Slumber              | Mujer en la Tienda              |                                                                                                |                      |
| 2018 | Default                     | Hee-won                         | junto a Kim Hye-soo, Yoo Ah-in, Jo Woo-jin, Vincent Cassel, Heo Joon-ho y Ryu Deok-hwan        |                      |
| 2019 | Innocent Witness            | Mi-ran                          | junto a Jung Woo-sung, Kim Hyang-gi, Lee Kyu-hyung y Jang Young-nam                            |                      |
| 2019 | Another Child               | Mamá de la Mujer Embarazada     |                                                                                                |                      |
| 2019 | Juror 8                     | Limpiadora                      |                                                                                                |                      |
| 2019 | Miss & Mrs. Cops            | Jefa de Departamento            | junto a Lee Sung-kyung, Ra Mi-ran, Yoon Sang-hyun, Wi Ha-joon, Kim Do-wan y Ahn Jae-hong       | [ 23 ]               |
| 2019 | Way Back Home               | Hye-sook                        | junto a Han Woo-yeon, Jeon Seok-ho, Yoo Jae-myung y Oh Min-ae                                  |                      |
| 2019 | Kim Ji-young: Born 1982     | Mujer con Bufanda en el Pasado  |                                                                                                |                      |
| 2020 | Baseball Girl               | Shin Hae-sook                   |                                                                                                |                      |
| 2020 | Best Friend                 | Mujer de Yeosu                  | junto a Jung Wo, Oh Dal-su, Kim Hee-won, Kim Byung-chul y Jung Hyun-joon                       |                      |
| 2021 | Black Light                 | Yeong-nam                       | junto a Kim Si-eun y Park Ji-hoo                                                               | [ 24 ]               |
| 2021 | New Year Blues              | Yong-mi                         | junto a Lee Dong-hwi y Chen Duling                                                             | [ 25 ]               |
| 2021 | Recalled                    | directora de la escuela de arte | junto a Kim Kang-woo y Seo Ye-ji.                                                              | [ 26 ]               |
| 2021 | I                           | Mi-ja                           | junto a Kim Hyang-gi, Ryu Hyun-kyung y Yoon Jung-hoon                                          | [ 27 ]               |
| 2022 | Entrega urgente             | Han Mi-young                    | junto a Jung Hyun-joon, Park So-dam, Song Sae-byeok, Kim Eui-sung y Yeon Woo-jin               | [ 28 ] [ 29 ] [ 30 ] |
| 2022 | The Boys                    | Kim Kyung-mi                    | junto a Sol Kyung-gu, Jin Kyung, Heo Sung-tae, Yoo Jun-sang y Kim Dong-young                   | [ 31 ] [ 32 ]        |
| 2024 | Citizen of a Kind           | Bong-rim                        | junto a Ra Mi-ran, Gong Myung, Ahn Eun-jin, Park Byung-eun, Lee Moo-saeng y Jin Hee-kyung      | [ 33 ] [ 34 ]        |
| 2025 | Mis 84 m²                   | Eun-hwa                         |                                                                                                | [ 35 ]               |

### Teatro
| Año              | Título                                 | Personaje | Notas |
| ---------------- | -------------------------------------- | --------- | ----- |
| 2010             | 감포 사는 분이 덕이 열수               | -         |       |
| 2011, 2012, 2017 | 복사꽃 지면 송화 날리고                | 서면댁    |       |
| 2012             | 봄의 노래는 바다에 흐르고              | -         |       |
| 2015             | 'night, Mother (잘자요 엄마)           | 제시      |       |
| 2015             | The Boy in the Last Row (맨 끝줄 소년) | 후아나    |       |
| 2016             | 사랑해 엄마                            | 엄마      |       |

### Revistas / sesiones fotográficas
| Año  | Título           | Notas                                            |
| ---- | ---------------- | ------------------------------------------------ |
| 2019 | Harper's Bazaar  | [ 36 ]                                           |
| 2021 | Cine 21 Magazine | junto a Jo Byung-gyu, Yoo Jun-sang y Kim Sejeong |

## Premios y nominaciones
| Año  | Premios                     | Categoría                                          | Trabajo                        | Resultado | Ref.                 |
| ---- | --------------------------- | -------------------------------------------------- | ------------------------------ | --------- | -------------------- |
| 2004 | 제1회 아름다운 연극인상     | 인기상                                             | -                              | Ganadora  |                      |
| 2006 | 제42회 동아연극상           | 신인연기상                                         | -                              | Ganadora  |                      |
| 2009 | 제14회 히서연극상           | 기대되는 연극인상                                  | -                              | Ganadora  |                      |
| 2010 | 서울 연극제                 | 연기상                                             | -                              | Ganadora  |                      |
| 2017 | 38th Blue Dragon Film Award | Mejor actriz de reparto                            | I Can Speak                    | Nominada  |                      |
| 2018 | 54th Baeksang Arts Award    | Mejor actriz de reparto (cine)                     | I Can Speak                    | Nominada  |                      |
| 2019 | 55th Baeksang Arts Award    | Mejor actriz de reparto (cine)                     | Innocent Witness               | Nominada  | [ 37 ]               |
| 2019 | KBS Drama Award             | Mejor pareja (junto a Oh Jung-se)                  | When the Camellia Blooms       | Ganadores | [ 38 ]               |
| 2019 | KBS Drama Award             | Mejor actriz de reparto en serie de media duración | When the Camellia Blooms       | Ganadora  |                      |
| 2020 | 56th Baeksang Arts Award    | Mejor actriz de reparto (televisión)               | When the Camellia Blooms       | Nominada  | [ 39 ]               |
| 2020 | 7th APAN Star Award         | Mejor actriz de reparto                            | When the Camellia Blooms       | Nominada  |                      |
| 2020 | 56th Grand Bell Award       | Mejor actriz de reparto                            | Innocent Witness               | Nominada  |                      |
| 2021 | 57th Baeksang Arts Award    | Mejor actriz de reparto                            | The Uncanny Counter            | Ganadora  | [ 40 ] [ 41 ] [ 42 ] |
| 2025 | 61.os Premios Baeksang Arts | Mejor actriz de reparto (televisión)               | Si la vida te da mandarinas... | Pendiente | [ 43 ] [ 44 ]        |